# Kapelle Naichen

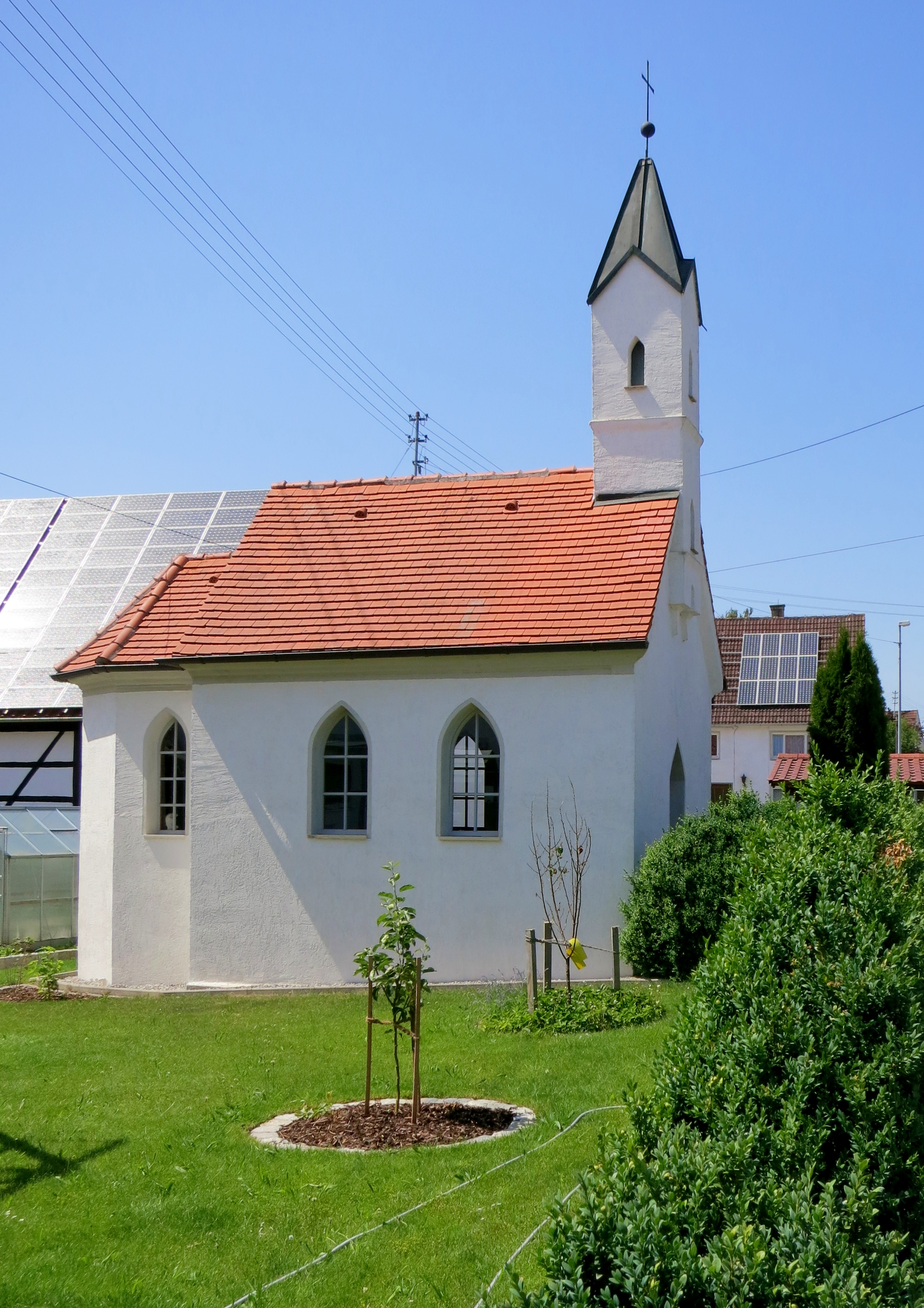
Kapelle in Naichen

Die katholische Kapelle in Naichen, einem Ortsteil der Gemeinde Neuburg an der Kammel im schwäbischen Landkreis Günzburg (Bayern), wurde 1875 errichtet. Die Kapelle in Obernaichen, an der Staatsstraße 2024 gelegen, ist ein geschütztes Baudenkmal.

## Beschreibung
Die neugotische Kapelle besitzt zwei spitzbogige Fensterachsen und einen eingezogenen Chor. Der Giebelreiter trägt einen Spitzhelm.
Der neuromanische Holzaltar der Erbauungszeit umrahmt ein Mariahilf-Gemälde.